# سوزان پلشت
سوزان پلشت (انگلیسی: Suzanne Pleshette؛ ۳۱ ژانویهٔ ۱۹۳۷ – ۱۹ ژانویهٔ ۲۰۰۸) هنرپیشه اهل ایالات متحده آمریکا بود. وی بین سال‌های ۱۹۵۸ تا ۲۰۰۴ میلادی فعالیت می‌کرد.

## گزیده فیلم‌شناسی
فهرست برخی از فیلم‌هایی که سوزان پلشت در آنها به ایفای نقش پرداخته است:
- پرندگان
- نوادا اسمیت
- توان
- شیرشاه ۲: پادشاهی سیمبا (صداپیشه)
- شهر اشباح (صداپیشه)
- فراری (مجموعه تلویزیونی)
- ویل و گریس (مجموعه تلویزیونی)